# Aniarella proxima
Aniarella proxima är en insektsart som först beskrevs av Brunner von Wattenwyl 1891.  Aniarella proxima ingår i släktet Aniarella och familjen vårtbitare. Inga underarter finns listade i Catalogue of Life.